# بی‌اچ ایر
بی‌اچ ایر (به انگلیسی: BH Air) یک شرکت هواپیمایی با کد یاتا 8H است که در تاریخ ۲۰۰۱ میلادی تأسیس شده و در تاریخ ۱ ژانویه ۲۰۰۲ فعالیتش را آغاز کرده‌است. دفتر مرکزی بی‌اچ ایر در صوفیه، بلغارستان واقع شده‌است و قطب این شرکت هواپیمایی در فرودگاه صوفیه قرار دارد و به اروپا، پرواز انجام می‌دهد.